# Inga-Stina Ewbank
Inga-Stina Ewbank, född Ekeblad den 13 juni 1932 i Tidaholm, död 7 juni 2004 i London, var en svensk professor, litteraturhistoriker och översättare.
Hon var professor i engelsk litteratur i London och Leeds med specialområdena Shakespeare och samtida dramatiker, kvinnliga viktorianska författare samt teori och praktik när det gällde översättning. Hon översatte bland annat Ibsens och Strindbergs dramer till engelska.

## Biografi
Inga-Stina Ewbank växte upp i Baltak i Tidaholms kommun. Hon var dotter till Gustav Albin Ekeblad och Ingeborg Kristina Ekeblad (född Lindström). I familjen fanns ytterligare fem syskon. Hon gick i skolan i Tidaholm, men började sedan på Göteborg flickläroverk. Hon fick möjlighet att åka på ett stipendieår till Carleton College i Minnesota, USA, där hon läste engelska och blev invald i den anrika studentorganisationen Phi Beta Kappa. När hon kom tillbaka från USA avlade hon en filosofie kandidat-examen i engelska och litteraturhistoria vid Göteborgs universitet. Hon fortsatte med studier vid University of Sheffield, där hon avlade en Master of Arts. Efter det erbjöds hon att bli William Noble Research Fellow, vilket för hennes del innebar studier och forskning vid University of Liverpool från 1955 till 1957. På detta följde tre år, 1957–1960, vid Shakespeare Institute på University of Birmingham. Samtidigt undervisade Inga-Stina Ewbank periodvis på universitetet i München, efter att ha blivit ditbjuden av en tysk Shakespeare-forskare.
År 1959 gifte hon sig med veterinären Roger Ewbank. Paret fick tre barn. Hon återvände som lektor till University of Liverpool 1960 och där stannade hon i tolv år. Under denna tid publicerade hon en studie inom området viktorianska kvinnliga författare, Their Proper Sphere: a study of the Brontë sisters as early-Victorian female novelists, 1966.
År 1972 blev hon docent i engelsk litteratur på Bedford College, University of London. Från 1974 utnämndes Ewbank till professor i engelsk litteratur, vid samma universitet. Hon stannade där till 1985. Därefter accepterade hon en anställning vid Leeds University där hon blev kvar till 1997, då hon avgick med pension och fick titeln professor emerita. 
Ewbanks tre huvudsakliga forskningsfält var Shakespeare och samtida dramatiker, kvinnliga 1800-talsförfattare och översättningens teori och praktik. Förutom alla publikationer om Shakespeares, Websters och Middletons dramatik förelåg när hon avled ett otryckt vetenskapligt manus av Ben Jonsons Catiline His Conspiracy.
Utöver sitt arbete som lärare, föreläsare och forskare på de brittiska universiteten var hon gästföreläsare på en mängd andra universitet runt om i världen, däribland Harvard University och andra amerikanska universitet. Från 1982 och fram till 1997 var Ewbank medlem i University Grants Committee på universitetet i Hong Kong. Här blev hon också utnämnd till hedersdoktor och belönades med en Governor’s Bauhinia Silver Star 1999. Hon reste således mycket, var efterfrågad som lärare och föreläsare och var en självklar deltagare på konferenser med Shakespeare som tema.
Med sitt stora engagemang för språk och litteratur och sin koppling till de skandinaviska språken i bakgrunden översatte Inga-Stina Ewbank både Strindberg och Ibsen till engelska. Eftersom hon även var mycket intresserad av teater kopplat till språk ledde det till fruktbara samarbeten med Peter Hall, Peggy Ashcroft, Ralph Richardson och andra framstående teaterregissörer och skådespelare kring översättningar, framförallt av Ibsen, för den engelska nationalteatern. Hon översatte bland annat Vildanden tillsammans med Peter Hall, samarbetade med John Barton när det gällde Ibsen, Katie Mitchell när det gällde Strindberg, och översatte Ibsens Brand tillsammans med Adrian Noble.
Inga-Stina Ewbank blev så småningom en erkänd Ibsen-forskare och arbetade både i England och i Norge, bland annat valdes hon in i norska vetenskapsakademin och utnämndes till hedersdoktor vid Oslo universitet. 
Inga-Stina Ewbank avled i London 2004, 71 år gammal.